# Puente de Deva-Motrico
El puente de Deva-Motrico es un puente sobre la ría que el río Deva forma en su desembocadura en el mar Cantábrico en la localidad guipuzcoana de Deva en el País Vasco, España. Se inauguró el año 1866 como parte de la carretera que une esta localidad con la vecina de Motrico por la costa. Parte del proyecto de la carretera costera entre  San Sebastián y Bilbao.
Originalmente tenía un tramo levadizo que permitía el paso de embarcaciones, este tramo fue eliminado en 1951 por un arco fijo que completaba los tres ya existentes. En el año 2007 se cerró al tráfico rodado pasando a uso exclusivamente peatonal. Posee una calificación de protección especial, por estar calificado como Bien Cultural dentro del Conjunto Monumental del Camino de Santiago.
En julio de 2018 sufrió el hundimiento del pilar central quedando seriamente dañado y cerrado. tras su rehabilitación, que recibió el premio al Mejor Proyecto Europeo en la categoría de Conservación otorgado por la Comisión Europea y Europa Nostra dentro de los Premios Europeos de Patrimonio. fue reinaugurado  en mayo  de 2022.

## Descripción
El puente entre Deva y Motrico está considerado como el más representativo de los realizados en Guipúzcoa en el siglo XIX. Está realizado con sillares de piedra caliza gris claro procedente de canteras del entorno. Tiene una longitud de 106 metros de los cuales casi 50 son debidos a un estribo, el derecho, que se alarga en terraplén. Consta de cuatro arcos, los tres originales tienen una luz de 14,6 metros (la luz del segundo es de 14,7 metros) y el construido para suplir el tramo levadizo es de 8,8 metros realizado en hormigón chapado en piedra. Los arcos son rebajados con un  radio igual a su luz, el grosor de las pilas es de 1/4 de la luz y el de las bóvedas de 1/8.
La tabla tiene un ancho de 5,95 metros con una calzada de 5,19 metros con unas pequeñas aceras de losa de 0,4 metros, desaparecidas tras la remodelación de 2022. El pretil, también en caliza gris, está constituido por losas de un metro de altura ensambladas entre sí con pasamanos redondeado. En el centro del tercer arco (contando desde la derecha) en el pretil sur hay una argolla encastrada en el mismo que indica el curso madre de la ría y el límite de los municipios de Deva y Motrico. 
Los pilares, de 10,57 m x 3,70 m (el del lado derecho, donde asentaba el tramo levadizo, es algo mayor, de 5,10 m.) tiene tajamares circulares y fueron construidos sobre pivotes de madera y emparrillado forrado de tablones que se hunde en el fondo del cauce. Las bases de las pilas están protegidas por escolleras.
En el lado de Deva contó con un pequeño nido de ametralladoras construido durante la Segunda Guerra Mundial, para repeler una posible desembarco de tropas aliadas y que desapareció con la construcción del paseo a orilla de la ría del Deva a finales del siglo XX.

## Historia

### El proyecto
El paso de la ría del Deva históricamente se había realizado mediante una gabarra que daba continuidad al camino de herradura  que desde Urazandi subiendo por Laranga llegaba a Motrico que luego fue complementado en 1791, por el camino Real que por Sasiola pasando por el puerto de Arribiníeta, por el monte Calvario, une Motrico con Mendaro y Deva. En 1855 se realizó la carretera entre Deva y Sasiola dando comunicación rodada a toda la zona oeste de la costa guipuzcoana y este de la vizcaína, especialmente al importante puerto pesquero de Ondárroa.
En 1866 se inaugura el tramo costero entre Deva y Motrico en el cual se ubica el puente sobre la ría del Deva. Consta de tres arcos y un tramo levadizo que permite el paso de embarcaciones ría arriba, hasta las lonjas de Maxoe y Berria donde se realizaban las labores de estiba. El geología de esa zona de la costa  ha creado, desde su inauguración problemas en la infraestructura viaria, siendo frecuentes los desprendimientos y hundimientos de la calzada y de daños en el puente. Ya en 1883 un socavón produjo el hundimiento del segundo pilar del puente (mirando aguas abajo), fue reparado de nuevo en 1892 mantenendose los problemas de forma recurrente.
Tras la construcción de la carretera entre Munlasoro y Sasiola, que a a postre sería la carretera nacional N-634, se plantea la realización de una carretera costera para unir la localidad de Deva con la vecina Motrico dando así continuidad a un carretera costera que uniera las dos capitales vascas, Bilbao y San Sebastián. En 1862 las autoridades de ambas localidades solicitan a la Diputación Provincial la construcción del nuevo camino. En marzo de 1862 el entonces alcalde de Deva, Juan Unzueta, se reúne con el  subdirector de caminos de la Diputación de Guipúzcoa, Santiago Sarasola, para plantear el proyecto, en el que ubicaban ya el puente y proporcionan que dejara paso a las embarcaciones. El 10 de julio el proyecto recibe la aprobación de las Juntas Generales de la provincia celebradas en Azpeitia, aunque proponiendo un paso por un puente de barcas, más barato.
En la redacción del proyecto se propone inicialmente la ubicación del puente en la zona de Arzabal por la denominada "Casa Campo" (ubicación utilizada posteriormente para un nuevo puente de acceso), más arriba que las lonjas  de carga y descarga de embarcaciones  Maxpe y Berria, evitando así el tramo levadizo al no tener ya la necesidad del paso de barcos. Esa ubicación fue rechazada por el ayuntamiento de Deva que pretendía acercar el puente al núcleo urbano. Finalmente se optó por ubicar la infraestructura entre el Palacio de Aguirre, en el lado de Deva y el lugar denominado Bruyako aitza (roca de Bruya)  en el lado de Motrico.
Los ayuntamientos de Deva y Motrico constituyen sendas comisiones para acordar los detalles del proyecto y abrir una suscripción popular para la financiación de la nueva carretera. Se realiza una suscripción independiente en cada población.
En abril de 1863 Julián de Andonaegui, alcalde de Motrico, comunica  al de Deva que la Diputación de Guipúzcoa ha designado a Antonio Cortazar, director interino de Obras Públicas, para redactar el proyecto el cual se presenta el 18 de julio de ese mismo año y sale a  subasta.
El proyecto plantea seis tramos de obra para la realización de toda la infraestructura viaria, en ellos está incluido el puente sobre el Deva así como un acceso al puerto de Motrico. El presupuesto total asciende a  1.105.270 reales de vellón, de los cuales  261.861,92 reales corresponden al puente. Fue adjudicado a varios contratistas en 988.870 reales realizándose, finalmente, por 1.739.893,51 reales sin incluir el coste del tramo levadizo de puente.

### La construcción
Los tramos correspondientes a las obras de la carretera se adjudican a contratistas de Motrico, y el puente se adjudica al contratista Luis Emparanza de Cestona. La dirección recae sobre Santiago Sarasola, siendo su ayudante José María Arbulu. La liquidación de la obra se realiza el 22 de mayo de 1866 y alcanza los de 396.555,34 reales sin incluir el tramo levadizo.
Ya avanzadas las obras del puente el ayuntamiento de Deva pide que se realicen varias modificaciones; aumentar la anchura de en un metro (pasa de 2 a 3 metros) del portón superior, la construcción de cuatro escaleras, una en Urazandi, otra en la "Cruz" (Salbarreta) y otra hacia 'Arrangasi" para el servicio público y se coloquen varias argollas en los machones del puente para  amarraderos de las lanchas. Las modificaciones propuestas son rechazadas por la Diputación. El puente se inaugura el 18 de diciembre de 1866.
Se utilizaron 672,45 m³ de piedra caliza en sillería compacta y homogénea labrada a bujarda procedente de las canteras de Latzurregi, Maxpe y Milluaitz.

### El tramo levadizo
Para permitir el paso de embarcaciones a las lonjas ubicadas río arriba se construyó un tramo levadizo. Este tramo fue diseñado y construido de forma independiente al resto de la obra. En primavera de 1866, con todo acabado, aún no se había definido cómo sería la parte móvil. El 31 de mayo de 1866 la diputación de Guipúzcoa encarga la construcción de la parte móvil a la empresa francesa Cabocller y Grimaull, que lo hace sobre un diseño del director de obras Antonio Cortázar. El coste fue de 14.000 francos franceses. 
Era un puente metálico de dos hojas levadizas independientes asentadas cada una de ellas en una parte del tramo a cubrir donde, mediante un juego de contrapesos, pivotaban elevándose dejando paso libre. Construido en París, llegó a San Sebastián por ferrocarril y, desde allí a Deva, por mar hasta su ubicación.  
El 7 de octubre de 1866 se reciben las piezas que conforma el puente y se comienza a montar la estructura metálica. El armazón y tabla eran de madera de roble. Para diciembre estaba listo para el uso posibilitando la inauguración integral de la infraestructura el 18 de ese mismo mes. El coste total del tramo levadizo fue presupuestado en  31.272,37 reales ascendiendo finalmente a 99.138,74 reales de vellón.
Al desaparecer el tránsito de mercancías por la ría, principalmente carbón, el tramo levadizo dejó de tener sentido, su última apertura fue en 1941, y fue desmontado en 1951 (también se da la fecha de 1956) y sustituido por una bóveda de hormigón chapado en piedra.

### El cierre al tráfico rodado
En Deva, el puente estaba ubicado justo al lado de la vía del ferrocarril a la entrada misma de la estación. La carretera formaba un paso a nivel con el trazado ferroviario que creaba importantes problemas circulatorios. Esto, unido a las medidas del puente que no permitían el paso fluido de vehículos, hizo que se optara por buscar una nueva alternativa para el cruce de la ría.
En el año 2007, tras la inauguración del nuevo enlace entre la N-634 y la GI-638, ubicado 1 km río arriba y que cruza el río y la vía del ferrocarril con un puente tubular de un único vano de 110 metros de luz sustentado por un arco superior para evitar apoyos en el cauce y un túnel de 300 metros de longitud, se transfiere la titularidad  los ayuntamientos de Deva y Motrico y se cierra al tráfico rodado, dejándolo solo para uso peatonal. 
El 10 de enero de 2012 es calificado como Bien Cultural Calificado, con la categoría de Conjunto Monumental, el Camino de Santiago a su paso por la Comunidad Autónoma del País Vasco, por el decreto  2/2012, de 10 de enero del gobierno vasco.
En 2016, en su 150 aniversario, se le hace una pequeña restauración. En julio de 2018 sufre el hundimiento del pilar central, quedando inutilizado. Tras su recuperación en 2021 se abre de nuevo al público el 26 de mayo de 2022.

### Problemas de cimentación

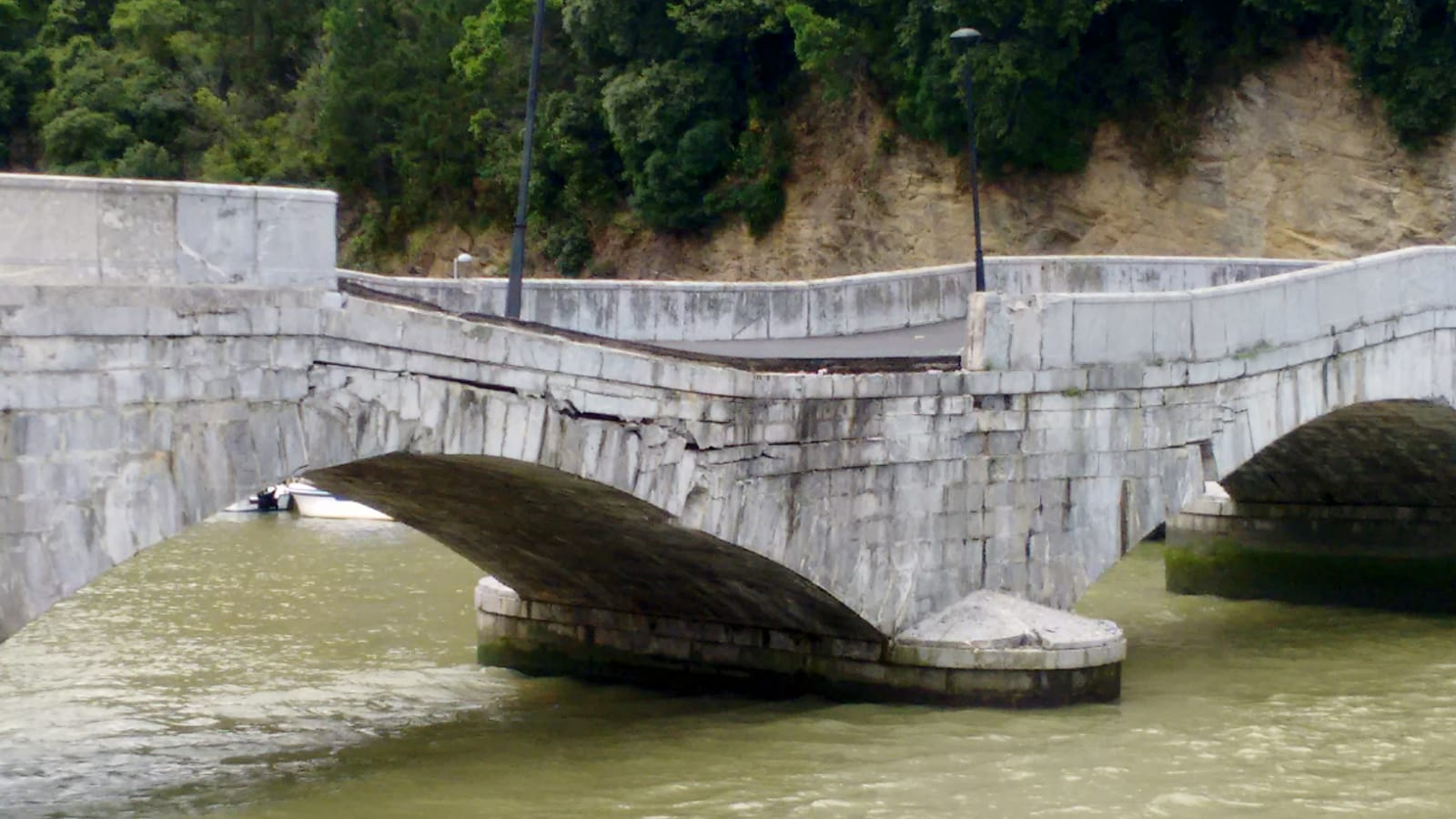
Hundimiento del pilar central del puente entre Deva y Motrico en verano de 2018.

El puente fue diseñado para mantenerse en servicio en una vía de carros y diligencias, que pasó al tráfico de vehículos automotores según fue avanzando el siglo XX manteniendo el servicio. La geología de la zona donde se asienta es propicia para hundimientos y derrumbes y el lecho de la ría es de naturaleza fangosa y la roca madre se encuentra a 40 metros de profundidad. La solución técnica adoptada en el proyecto de construcción de 1863 fue el realizar un asentamiento de pilotes de madera clavados en el lecho de la ría hasta alcanzar la roca madre. Estos pilotes, de aproximadamente 30 cm de diámetro, soportaban un emparrillado de vigas de madera sobre el que se asienta  el pilar. Esta problemática ha sido una constante en la vida de la infraestructura. En 1883 se produjo un socavón en el lecho de la ría que afectó a los pilares del puente dejando al descubierto la estructura de pilotes de madera. Tras recubrir los pilares con una  gran cantidad de piedra escollera, no se logró frenar el deslizamiento de los pilares. 
En 1892 Inocencio Elorza realizó un estudio de la situación dejando claro el problema de cimentación del puente y los inconveniente, para nuevas intervenciones, que supone la piedra de escollera. Elorza propone realizar una especie de calzo de hormigón basado en las piedras de escollera que apoye los pilares. La situación del puente con dos pilares hundiéndose y deformándolo, hizo que se aprobaran y realizaran las obras propuestas. Ese mismo año se realizaron los trabajo de asentamiento y firmeza de los pilares y al año siguiente la reparación integral del puente.
En 2001 se detectan nuevos problemas con la cimentación.
El 5 de julio de 2018 sufre el hundimiento del pilar central, quedando cerrado el paso tanto por encima como por debajo del mismo. El colapso del pilar central se produjo cuando, al quedar descubiertos, por acción de las corrientes y mareas, los pilotes de madera que soportaban la pilar segunda, estos fueron atracados por broma (el xilófago teredo navalis) que horadó los pilotes reduciendo su sección y aguante propiciando el colapso del pilar central y con él la estabilidad de las bóvedas que soportaba.

### Rehabilitación del puente

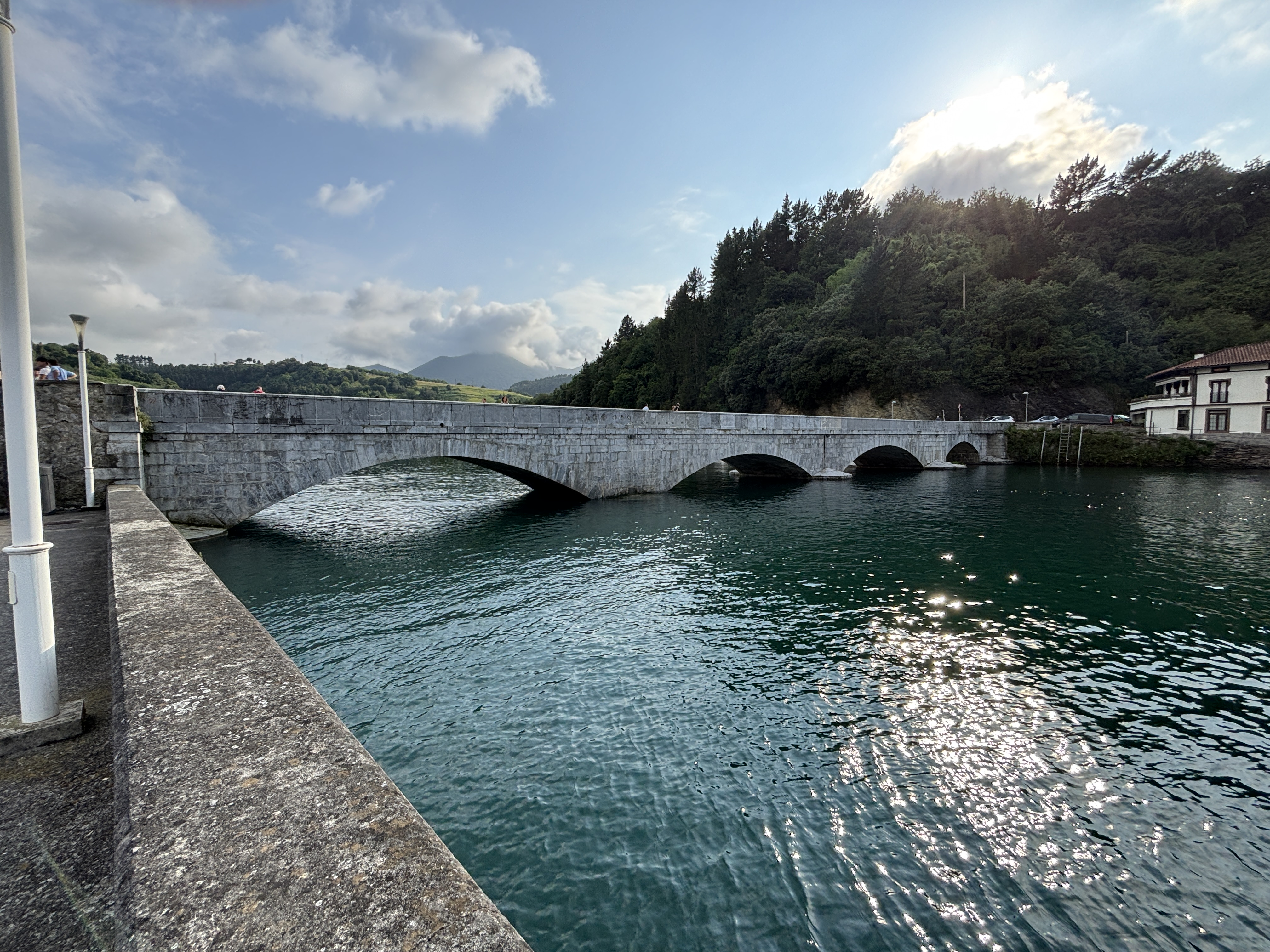
Puente Deva-Motrico con marea alta.

La infraestructura, aunque ya cerrada al tráfico rodado, es el paso principal que une las viviendas del lado izquierdo de la ría del Deva con la población de Deva, su cierre creó un problema de movilidad grave. Además dado su grado de protección como monumento, las autoridades decidieron la recuperación de la misma de la forma más respetuosa posible con sus características técnicas y constructivas. La diputación encargó a  las empresas Injelan y Fhecor un estudio de actuación. El 24 de julio se realizó una inspección técnica de la cimentación del puente donde se vio y determinó el problema de la falla centrado en el deterioro de los pilotes de madera debido al ataque del xilófago teredo navalis. Ante la posibilidad de que las demás pilas sufrieran episodios similares se determinó reforzarlas, recalzándolas con micropilotes de tubos de acero rellenos de lechada de cemento. 
Para la estabilización de la estructura, que amenazaba derrumbe, se  dispuso de una gran cimbra metálica que soportaba, colgandolas, las bóvedas impidiendo de esta forma su posible colapso total, además de posibilitar el paso peatonal sobre ella. Estos trabajos, realizados de urgencia, consistieron la denominada primera fase.
El 7 de octubre de 2020 se suscribió un convenio entre los ayuntamientos de Deva y Motrico y la Diputación Foral de Guipúzcoa para la rehabilitación. En él la diputación se hacía cargo del coste de la recuperación y restauración de la infraestructura con un presupuesto inicial de 7 millones de euros al ser el Departamento de Cultura de la Diputación Foral de Guipúzcoa es titular de competencias en materia de conservación, mejora y restauración de patrimonio cultural que radica en la provincia. 
Las obras de recuperación del puente empezaron en abril de 2021 después de haber sido adjudicadas a la UTE formada por las empresas Construcciones Moyua y Harri bajo la dirección técnica de la UTE Fhecor-Injelan. Las obras tuvieron una duración de 13 meses y la infraestructura se reinauguró en mayo de 2022. 
El proyecto de rehabilitación se basó en las premisas de  mantener la cimbra instalada en la primera fase de actuación de urgencia para garantizar el paso peatonal, durante la mayor parte de la obra, y actuar sobre la pila 2 sin proceder a su desmontaje. Para ello, se realizaron las siguientes actuaciones: el recalce de la pila 2 a su cuota original, el desmontaje completo de las bóvedas 2 y 3, la restitución de la geometría superior de la pila 2, la reconstrucción de las bóvedas 2 y 3 y además, el recalce de la cimentación de estribo 1 y la pila 3. Se utilizaron los bloques de piedr originales y aquellos que fueron sustituidos o añadidos fueron realizados con piedra procedente de las canteras de Lastur de dónde había sacado la piedra original.

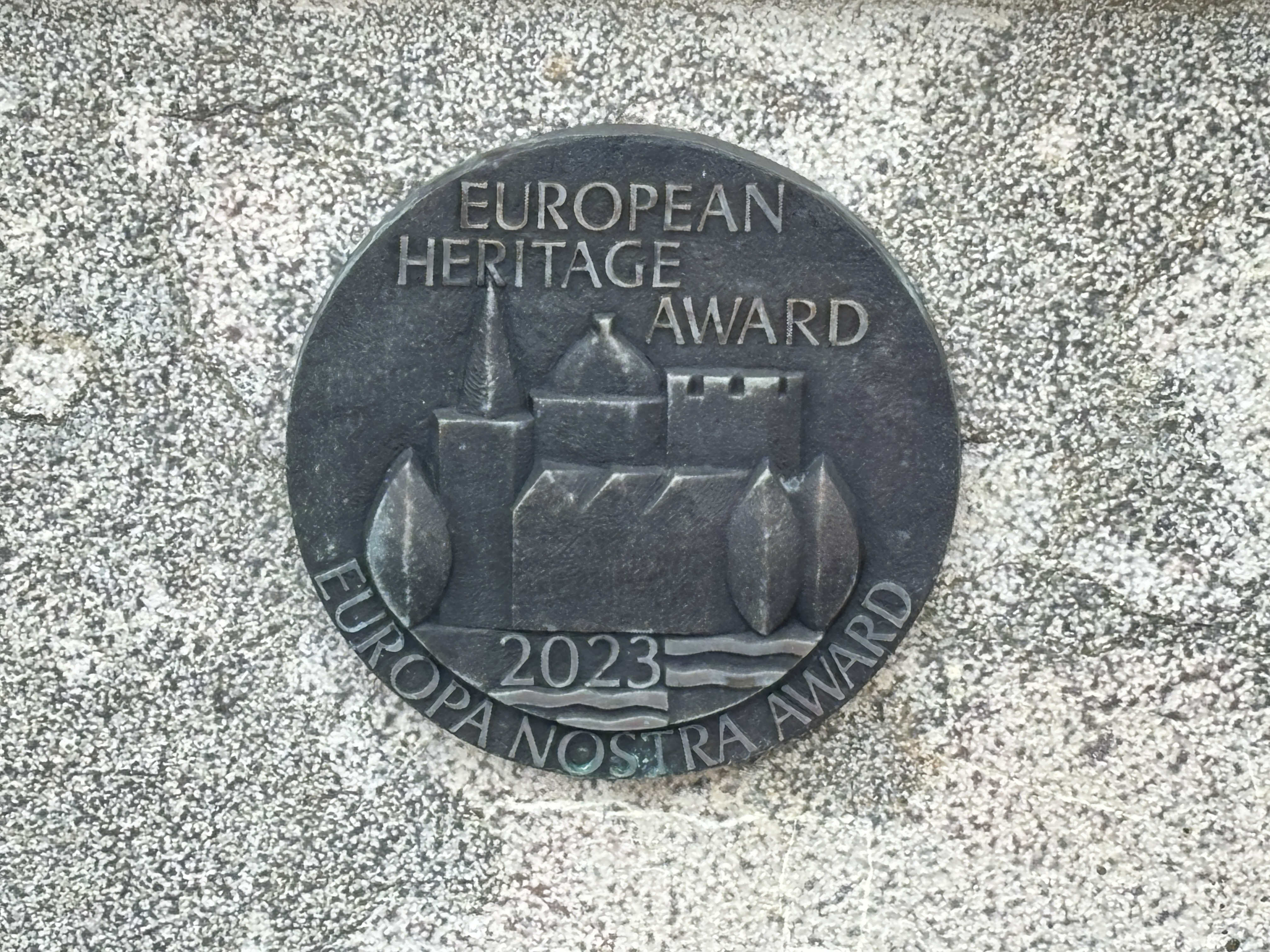
Placa conmemorativa del premio European Heritage Award.

El 29 de noviembre de 2021 se realizó el descimbrado, la operación duró 4 horas y la clave descendió 10 mm en un arco de 14 metros de luz, tras ello se completó el resto de la infraestructura y se dispuso de un pavimento típico de un entorno urbano, no buscando el que pudiera haber tenido el puente en su origen. El 26 de mayo de 2022 se reinauguró entrando de nuevo en servicio.
Esta reconstrucción recibió el premio al Mejor Proyecto Europeo en la categoría de Conservación otorgado por la Comisión Europea y Europa Nostra dentro de los Premios Europeos de Patrimonio en el año 2023.